# Santo Tomás de Ancorados

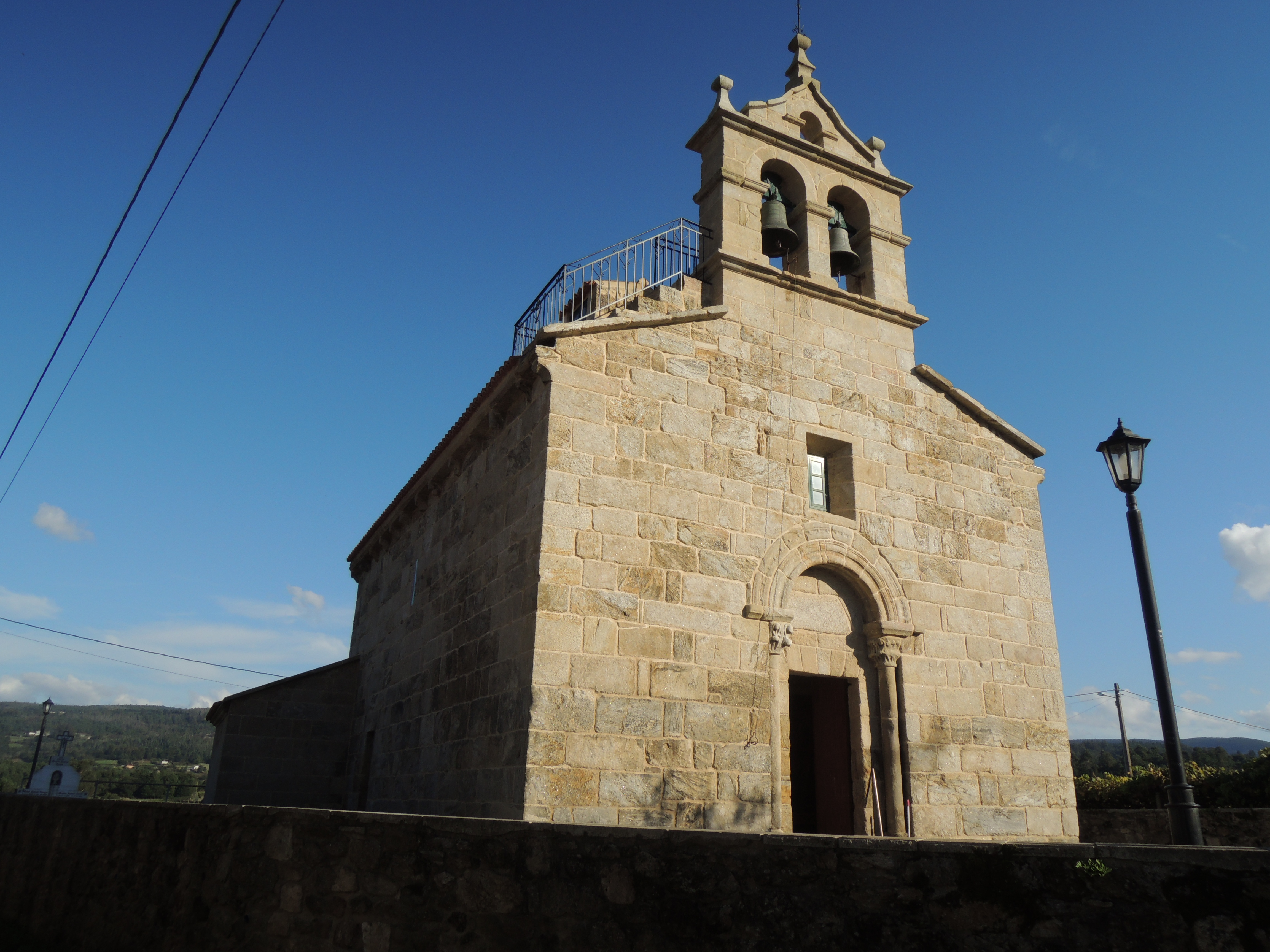
Foto de la Iglesia Santo Tomé de Ancorados toma por el fotógrafo José Antonio Gil Martínez

Ancorados (también llamada Santo Tomás de Ancorados y oficialmente San Tomé de Ancorados) es una parroquia del municipio de La Estrada, en la provincia de Pontevedra, Galicia, España.

## Contexto geográfico
Limita con las parroquias de Riobó, Remesar, Agar, Ancorados y Berres

## Demografía
Tenía una población de hecho en 1842 de 140 personas. En los veinte años que van de 1986 a 2006 la población pasó de 259 a 133 personas, lo cual significó una pérdida del 48%.